# Mavzolej Timurja šaha
Mavzolej Timurja Šaha Duranija (Makbara-i-Timur Šah) je v Kabulu in je bila zgrajena leta 1815. To je mavzolej Timur Šaha Durranija, ki je bil drugi vladar Durranskega cesarstva  med letoma 1772–1793. Leta 1776 je Timur Šah za glavno mesto Afganistana izbral Kabul, ki je bil do takrat Kandahar. Čeprav je umrl leta 1793 v Čar Baghu, je bila grobnica zgrajena šele čez leta. Timur Šah je bil kasneje pokopan tukaj.
Mavzolej je bil med afganistansko državljansko vojno močno poškodovan. Stavba in njeni vrtovi so bili v celoti obnovljeni s pomočjo Aga Khan Development Network leta 2012. 19. oktobra 2012 je Hamed Karzai, takratni predsednik, ponovno odprl mavzolej.